# شوجو أونيشي
شوجو أونيشي (باليابانية: 大西 勝俉) (29 يوليو 1990 في أوساكا في اليابان – )؛ هو لاعب كرة قدم ياباني سابق كان يلعب كحارس مرمى.

## وصلات خارجية
- شوجو أونيشي على موقع رابطة كرة القدم اليابانية للمحترفين (اليابانية)
- شوجو أونيشي على موقع قاعدة بيانات كرة القدم.إي يو (الإنجليزية)
- شوجو أونيشي على موقع Soccerway.com (الإنجليزية)
- شوجو أونيشي على موقع عالم كرة القدم.نت (الإنجليزية)